# El Niño de la Huerta
Francisco Montoya Egea (Lora del Río,  provincia de Sevilla, 6 de julio de 1907 - Sevilla, 9 de septiembre de 1964), fue un cantaor flamenco español conocido artísticamente como El Niño de la Huerta. Debe su nombre a que antes de dedicarse profesionalmente al cante, trabajaba en la huerta.

## Biografía
Nació en la calle Morerías de Lora del Río, actualmente calle Tetuan.

## Trayectoria
Comienza a despuntar en 1925, cuando ganó un concurso de cante en Córdoba, con solo dieciséis años. Dos años más tarde participa en 1927 en el concurso en la Copa del Monumental Cinema madrileño. Vuelve a Madrid un año más tarde para cantar en el Teatro Avenida. Forma parte de los espectáculos flamencos en gira por toda España.
Realiza diversas giras por España durante los años treinta que preceden a la guerra civil, destacan principalmente la del año 1934 en la que comparte cartel con el mítico Angelillo,y la del año 1936 en la que participa con los ganadores del Certamen Nacional de Cante Flamenco que tuvo lugar en el Circo Price de Madrid. Acabada la guerra civil en los años cuarenta continuó con sus giras en 1940 y 1941, repite gira  con El Sevillano y Pepe Pinto; en 1944, con Canalejas de Puerto Real; y en 1948, con el elenco Fantasía andaluza. En los años cincuenta destacan sus giras con José Cepero y Manuel Vallejo, en el espectáculo El sentir de la copla y en el  titulado «Toros y cante», en 1950. Al año siguiente se une a La Niña de Antequera. En el 1953 realiza una gira llamada «Noche de coplas». Todas estas giras muchas de ellas fueron efectuadas en la capital del Protectorado Español de Marruecos (Teatro Español de Tetuán).
Popularizó su cante por cantiñas (Romería loreña), así como sus fandangos, que fueron conocidos como los fandangos del Niño de la Huerta. Su estilo evolucionó desde el de Antonio Chacón hasta uno más interpretativo como el de Pepe Marchena.